# Einar Hillberg

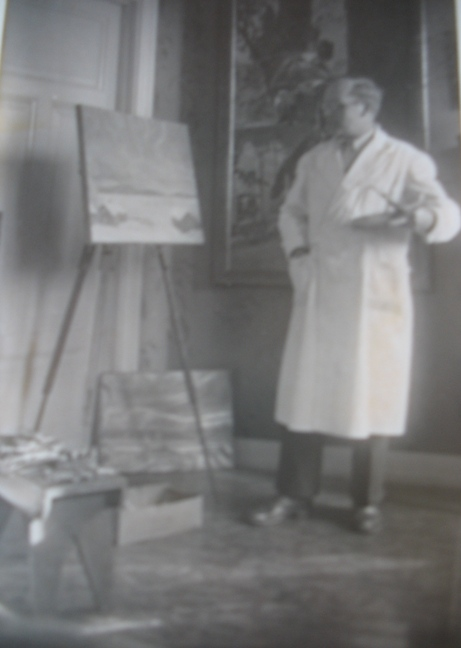
Konstnären fotograferad i sin ateljé i Bräcke, c:a 1935

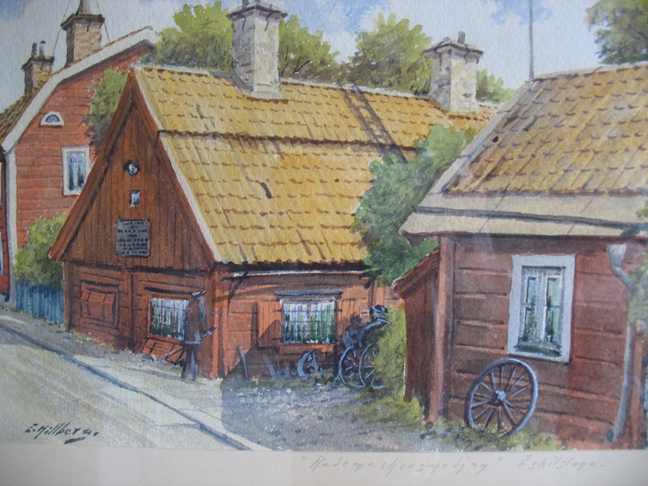
E.Hillberg "Rademachersmedjan i Eskilstuna
."

Einar Reinhold Hillberg, född 15 april 1885 i Stockholm, död 7 februari 1959 i Eskilstuna, var en svensk målare.
Einar Hillberg var mestadels aktiv som stadsmålare i området kring Mälardalen, där han avbildade gamla hus och stadsdelar vilka var på väg att försvinna i och med städernas utveckling.

## Biografi
Einar Hillberg började tidigt i lära hos sin far, målarmästaren Reinhold Hillberg, hos vilken han i stor utsträckning lär ha sysslat med inredningsarbeten såsom dekorationer och även stuckaturer bl.a. på Östermalm. Samtidigt gick han två år på Tekniska skolan, avdelningen tekniska aftonskolan. 
1906 begav sig Hillberg till Göteborg, där han senare (1915-1922) bosatte sig och drev tobakshandel tillsammans med sin bror. 1923 flyttade Einar Hillberg till Jämtland och 1925 gifte han sig med Hilma Magdalena Jonsson, som han fick två barn med. 1936 flyttade familjen till Eskilstuna, där Hillberg en tid (omkring 1940) var anställd hos målarmästaren Bernhard Hellström.
Redan som pojke började Einar Hillberg intressera sig för att avbilda gamla byggnader. Detta val av motiv blev han trogen genom hela sitt liv. Han har i mängder av teckningar men framför allt i akvareller skildrat åtskilliga platser i Sverige. Till grund för akvarellerna ligger skisser som han gjorde direkt på platsen eller från fotografier (då det gäller äldre redan rivna hus). Akvarellerna, som såldes antingen genom återförsäljare eller direkt på beställning, har ofta en beskrivning av vad de föreställer (gata, husnamn, etc.) och är signerade E. Hillberg.
Einar Hillbergs föräldrar hette Johan Reinhold Hillberg och Johanna Helena Mogren. Einar Hillberg  hade även en bror, Olle, och en syster Sigrid Helena. 1905 gifte sig Sigrid med konstnären Frans Lindström. Brodern Olle var delaktig i försäljning av både Einars och Frans tavlor.
Tio år efter Einar Hillbergs död hade Djurgårdsmuseet i Eskilstuna en utställning av hans verk. Utställningen (december 1969-maj 1970) omfattade c:a 125 tavlor, huvudsakligen akvareller men även några teckningar och litografiska tryck samt skissböcker.
Eskilstunas stadsbibliotek inkluderade några av Hillbergs verk under rubriken "skisser över Eskilstuna från förr" vid arkivens dag 2011.
2011 publicerade även Arbetshistoriska Rådet i Eskilstuna boken ”Eskilstuna i våra hjärtan – sjätte boken”, vars omslag pryds av en av Hillbergs tavlor. Boken innehåller många av Hillbergs verk och beskriver hur många av hans tavlor bevarar unika stadsmiljöer från många svenska städer vid 1900-talets första halva.

## Verk (urval)
| Akvareller                                                                            | |
| Akvarell föreställande Hötorget med historia skriven av konstnären                    | |
|                                                                                       | "Gamla byggnader vid 'Hötorget' samt Kungsgatan hörnet av Olovsgatan. I de små byggnaderna hade Paul Bergström sin affärsrörelse vid sekelskiftet. Man såg ibland Herr Bergström med en packe tröjor över armen blanda sig i folkvimlet. Rätt fram genom backen (Brunkebergsåsen) är Kungsgatan framdragen till Stureplan. Handen på reklamskylten pekar ungefär ned på den plats där 'Orfeusgruppen' utanför Konserthuset är placerad. (Denna akvarellteckning är i stort sett rekonstruerad ur minnet) Kvastkärringarnas och övriga torgdamers gunstling på platsen var 'Sjön Oscar' från vågen. Han var anställd på Hötorgsvågen där man vägde mest hudar o djurkroppar. Sjön Oscar tilldrog sig allmänhetens uppmärksamhet genom sin förmåga att kunna joddla vilket han flitigt gjorde när han kommit över en flaska starkt. Joddling var då något ej så vanligt utan mycket uppskattat. Den 26 november 1911 öppnades Kungsgatan för trafik från Hötorget till Stureplan. (Frisersalongen i backen s.k. Rakestuga var det första ställe där jag blev rakad)" |
| Akvarell föreställande Bellmanshuset på Djurgården i Stockholm med text av konstnären | |
|                                                                                       | " 'Gröna Lunds världshus' vid Långa gatan Djurgården, så kallade Bellmanshuset. Bellman levde mellan 1740 och 1795 och är begravd på Klara kyrkogård Stockholm. Här har Carl Mikael sjungit och spelat många sånger för allas vår Ulla med flera,under sina glada stunder,som egentligen inte voro för honom något så att säga något dagligt bröd. Svårigheterna för honom samt skalder i allmänhet voro på den tiden enorma. (I synnerhet för hans gode vän Bengt Lidner 1757-1793. Jordad på Adolf Fredriks kyrkogård Stockholm) Vilken han på allt sätt försökte att hjälpa att placera sina arbeten. Ett litet skådespel som mest handlar om Gustav III samt Bellman. Skrivet av Ernst Didring, ger god uppfattning hur skalder hade det ställt under sin (efter våra begrepp) korta livstid." |

### Fresker
1953 målade Einar Hillberg fresker på flera av väggarna i sonen Ove Hillbergs nybyggda hus i Eskilstuna. Freskerna var bland annat motiv från Bräcke där han tidigare bott tillsammans med sin hustru Hilma.
|  | \| \| \| \| \| \| |
|  |                   |
|  |                   |

|  |  |  |  |

### Kolteckningar
Einar Hillberg gjorde även många kolteckningar bland annat i Göteborg.
|  | \| \| \| \| \| \| |
|  |                   |
|  |                   |

|  |  |  |  |  |

## Övrigt
Göteborgs Stadsmuseum har en relativt stor samling tavlor och litografier  samt fotografier av originalverk såsom denna:

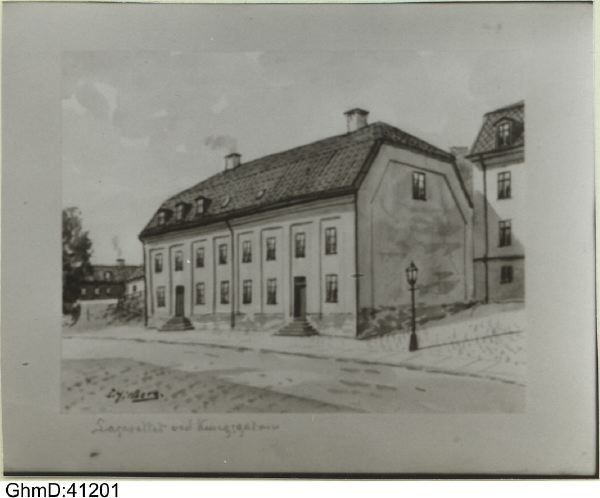
E. Hillberg
Garnisonssjukhuset i Göteborg